# Robert Molle
Robert Molle est un lutteur canadien spécialiste de la lutte libre né le 23 septembre 1962 à Saskatoon.

## Biographie
Robert Molle participe aux Jeux olympiques d'été de 1984 à Los Angeles dans la catégorie des poids super-lourds et remporte la médaille d'argent.